# レキシントン・カウンター・クロックス
レキシントン・レジェンズ（英語: Lexington Legends）は、アメリカ合衆国ケンタッキー州レキシントンに本拠地を置く、アメリカ独立リーグのアトランティックリーグに所属するプロ野球チーム。2020年まではMLBのカンザスシティ・ロイヤルズ傘下A級チームだった。本拠地球場はレジェンズ・フィールド。

## 歴史
2001年に、レキシントン・レジェンズ（英語: Lexington Legends）のチーム名でサウス・アトランティックリーグ所属のヒューストン・アストロズ傘下球団として創設。初年度のこのシーズンは1年間で45万人のファンがスタジアムを訪れた。 
2006年6月6日には、当時の提携球団であるヒューストン・アストロズに在籍中のロジャー・クレメンスが登板した試合で球団記録である9300人の観衆を集めた。なお、この試合では息子のコビーも出場しており、親子共演を果たした。
2013年からはカンザスシティ・ロイヤルズ傘下となった。
2020年オフのマイナーリーグの再編に伴い、メジャーリーグ傘下球団としての地位を失ったため、2021年2月18日に独立リーグのアトランティックリーグに参加することを発表した。
2023年3月、チーム名をレキシントン・カウンター・クロックス（英語: Lexington Counter Clocks）に変更することを発表した。
2024年1月25日にオーナーが変更となり、2月15日にチーム名を元のレキシントン・レジェンズに戻すことが発表された。

## 過去の主な所属選手
マイナーリーグ時代
- カーク・サールース
- ジョン・バック
- マイク・ギャロ
- ジョシュ・アンダーソン
- ミッチ・タルボット
- ベン・ゾブリスト
- ハンター・ペンス
- トロイ・パットン
- フェリペ・ポーリーノ
- J.R.タウルズ
- ロジャー・クレメンス
- ブライアン・ボグセビック
- バド・ノリス
- フェルナンド・エイバッド
- ブランドン・バーンズ
- ジョーダン・ライルズ
- ホセ・アルトゥーベ
- ジェイク・ゴーバート
- J.D.マルティネス
- マイク・フォルテネービッチ
- エンリケ・ヘルナンデス
- デライノ・デシールズ・ジュニア
- デビッド・ロリンズ
- マット・ダフィー (1989年生の内野手)
- ダヤン・ディアス
- クリス・デベンスキー
- テオスカー・ヘルナンデス
- アダルベルト・モンデシー
- ハンター・ドージャー
- マット・ストラム

独立リーグ時代
- コートニー・ホーキンス